# Juchhöh (Ellefeld)
Juchhöh ist eine Ortslage von Ellefeld im sächsischen Vogtland.

## Geographie
Juchhöh liegt südlich von Ellefeld und südöstlich von Falkenstein/Vogtl. und damit etwa 500 m östlich der Talsperre Falkenstein. Juchhöh ist von Ellefeld über die Hammerbrücker Straße erreichbar, von der die Straße Klein-Juchhöh abzweigt, die in die Straße Juchhöh übergeht. Die Ortslage Ellefelds ist an dieser etwa 800 m langen Straße gelegen. Sie liegt an einem verhältnismäßig steilen Berghang auf einer Höhe von 540 bis 650 m Höhe. Nordöstlich Juchhöhs fließt das Egerwasser.

## Geschichte
Zum 1. Dezember 1880 sind für die Ortslage 5 Häuser mit 51 Einwohnern belegt. Der Ort gehörte damals zum Zustellbezirk Falkenstein. Google maps weist (Stand 05/2023) deutlich über 100 Häuser aus.
Heute ist die Bezeichnung Juchhöh aufgrund der Hanglage noch sehr geläufig. So gibt es neben den erwähnten Straßen auch den Kleingartenverein Juchhöh Ellefeld und zahlreiche weitere Erwähnungen.

## Verkehr
Ein ÖPNV-Anschluss besteht nicht. Die nächstgelegene Bushaltestelle in Ellefeld ist, je nach Wohnplatz, bis zu fast 2,5 km entfernt – nahe Oberes Schloss Ellefeld.
Straßenverbindungen gibt es nach Falkenstein, Ellefeld und Hammerbrücke.

## Belege
1. ↑  Alphabetisches Verzeichniss der im Königreiche Sachsen belegenen Stadt- und Landgemeinden mit den zubehörigen, besonders benannten Wohnplätzen ... : nebst alphabetischem Register (Eintrag 8)
2. ↑  Alphabetisches Taschenbuch sämmtlicher im Königreiche Sachsen belegenen Ortschaften und der besonders benannten Wohnplätze (Eintrag 2)